# Danh sách tàu bị tàu ngầm đánh chìm theo số người thiệt mạng
Sau đây là danh sách các tàu bị tàu ngầm đánh chìm xếp theo số người thiệt mạng (chỉ tính những tàu có số thiệt mạng trên 300 người).
| Số người thiệt mạng | Tàu chìm                           | Loại                                      | Quốc tịch     | Ngày       | Tàu ngầm          |
| 9343                | MV Wilhelm Gustloff                | Cruise ship serving as evacuation ship    | Đức Quốc xã   | 30/01/1945 | S-13              |
| 6500                | MV Goya                            | Passenger ship serving as evacuation ship | Đức Quốc xã   | 16/04/1945 | L-3               |
| 5620                | Junyō Maru                         | Tàu chở tù binh                           | Nhật Bản      | 18/09/1944 | HMS Tradewind     |
| 5400                | Toyama Maru                        | Tàu chở quân                              | Nhật Bản      | 29/06/1944 | USS Sturgeon      |
| 4998                | Ryusei Maru                        | Tàu chở quân                              | Nhật Bản      | 24/02/1944 | USS Rasher        |
| 4406-4755[6]        | Tamatsu Maru                       | Tàu chở quân                              | Nhật Bản      | 19/08/1944 | USS Spadefish     |
| 3608[7]             | SS General von Steuben             | Tàu chở khách                             | Đức Quốc xã   | 10/02/1945 | S-13              |
| 3546[8]             | Mayasan Maru                       | Tàu chở quân                              | Nhật Bản      | 18/11/1944 | USS Picuda        |
| 3219[9]             | Nikkin Maru                        | Tàu chở quân                              | Nhật Bản      | 30/09/1944 | USS Tang          |
| 3000[5]             | Tango Maru                         | Tàu chở tù binh                           | Nhật Bản      | 24/02/1944 | USS Rasher        |
| 2765[10]            | Lima Maru                          | Tàu chở quân                              | Nhật Bản      | 08/02/1944 | USS Snook         |
| 2670[4]             | Petrella                           | Tàu chở tù binh                           | Đức Quốc xã   | 08/02/1944 | HMS Sportsman     |
| 2665[6]             | Teia Maru (ex. French ship Aramis) | Tàu chở quân                              | Nhật Bản      | 19/08/1944 | USS Rasher        |
| 2649[11]            | Yoshida Maru No.1                  | Tàu chở quân                              | Nhật Bản      | 26/04/1944 | USS Jack          |
| 2246[8]             | Akitsu Maru                        | Tàu chở quân                              | Nhật Bản      | 14/11/1944 | USS Queenfish     |
| 2113[12]            | Edogawa Maru                       | Tàu chở quân                              | Nhật Bản      | 17/11/1944 | USS Sunfish       |
| 2089[13]            | Dainichi Maru                      | Tàu chở quân                              | Nhật Bản      | 08/10/1944 | USS Gurnard       |
| 2035[14]            | Kamakura Maru                      | Tàu chở quân                              | Nhật Bản      | 28/04/1943 | USS Gudgeon       |
| 2008[15]            | Awa Maru                           | Tàu chở khách                             | Nhật Bản      | 01/04/1945 | USS Queenfish     |
| 2000[4]             | Ural Maru                          | Tàu chở khách                             | Nhật Bản      | 27/09/1944 | USS Flasher       |
| 1773[16]            | Arisan Maru                        | Tàu chở tù binh                           | Nhật Bản      | 24/10/1944 | USS Shark         |
| 1750[17]            | SS Principe Umberto                | Tàu chở quân                              | Ý             | 08/06/1916 | U-5               |
| 1650[18]            | Taihō                              | Tàu sân bay                               | Nhật Bản      | 19/06/1944 | USS Albacore      |
| 1621[19]            | RMS Laconia                        | Tàu chở khách                             | Anh           | 12/09/1942 | 'U-156            |
| 1540[5]             | Kōshū Maru                         | Tàu chở tù binh                           | Nhật Bản      | 04/08/1944 | USS Ray           |
| 1529[20]            | Tsushima Maru                      | Passenger/Cargo ship                      | Nhật Bản      | 22/08/1944 | USS Bowfin        |
| 1435[14]            | Shinano                            | Tàu sân bay                               | Nhật Bản      | 29/11/1944 | USS Archer-Fish   |
| 1400[14]            | Tatsuta Maru                       | Tàu chở quân                              | Nhật Bản      | 09/02/1943 | USS Tarpon        |
| 13                  | Ashigara                           | Tàu tuần dương                            | Nhật Bản      | 08/06/1945 | HMS Trenchant     |
| 1291[21]            | SS Conte Rosso                     | Tàu chở quân                              | Ý             | 24/05/1941 | HMS Upholder      |
| 1279[22]            | SS Khedive Ismail                  | Tàu chở quân                              | Anh           | 12/02/1944 | I-27              |
| 1272[14]            | Shōkaku                            | Tàu sân bay                               | Nhật Bản      | 19/06/1944 | USS Cavalla       |
| 1250[14]            | Chūyō                              | Tàu sân bay                               | Nhật Bản      | 04/12/1943 | USS Sailfish      |
| 1240[14]            | Unryu                              | Tàu sân bay                               | Nhật Bản      | 19/12/1944 | USS Redfish       |
| 1201[23]            | RMS Lusitania                      | Tàu chở khách                             | Anh           | 07/05/1915 | U-20              |
| 1200[5]             | Takachiko Maru                     | Tàu chở khách                             | Nhật Bản      | 19/03/1943 | USS Kingfish      |
| 1200[24]            | Kongo                              | Thiết giáp hạm                            | Nhật Bản      | 21/11/1944 | USS Sealion       |
| 1053[25]            | Montevideo Maru                    | Tàu chở tù binh                           | Nhật Bản      | 01/07/1942 | USS Sturgeon      |
| 956[14]             | Taihei Maru                        | Tàu chở quân                              | Nhật Bản      | 09/07/1944 | USS Sunfish       |
| 935[26]             | HMT Royal Edward                   | Tàu chở quân                              | Anh           | 13/08/1915 | UB-14             |
| 930[27]             | SS La Provence                     | Tàu chở quân                              | Pháp          | 26/02/1916 | U-35              |
| 883[28]             | USS Indianapolis                   | Tàu tuần dương                            | Hoa Kỳ        | 30/07/1945 | I-58              |
| 880[29]             | Verona                             | Tàu chở quân                              | Ý             | 11/05/1918 | UC-52             |
| 870[30]             | Minas                              | Tàu chở quân                              | Ý             | 15/02/1917 | U-39              |
| 865[31]             | SS Arandora Star                   | Tàu chở khách                             | Anh           | 02/07/1940 | U-47              |
| 862[32]             | HMS Barham                         | Thiết giáp hạm                            | Anh           | 25/11/1941 | U-331             |
| 856[33]             | RMS Nova Scotia                    | Tàu chở quân                              | Anh           | 28/11/1942 | U-177             |
| 846[34]             | Lisbon Maru                        | Tàu chở tù binh                           | Nhật Bản      | 01/10/1942 | USS Grouper       |
| 819[35]             | SS Leopoldville                    | Tàu chở quân                              | Belgium       | 24/12/1944 | U-486             |
| 817[14]             | SS Taiyō Maru                      | Tàu chở khách                             | Nhật Bản      | 08/05/1942 | USS Grenadier     |
| 800[21]             | SS Francesco Crispi                | Tàu chở quân                              | Ý             | 19/04/1943 | HMS Saracen       |
| 786[36]             | HMS Royal Oak                      | Thiết giáp hạm                            | Anh           | 14/10/1939 | U-47              |
| 768[37]             | SS Struma                          | Merchant ship                             | Panama        | 24/02/1942 | Shch-213          |
| 768[21]             | SS Galilea                         | Tàu chở quân                              | Ý             | 28/03/1942 | HMS Proteus       |
| 754[38]             | Athos                              | Tàu chở khách                             | Pháp          | 17/02/1917 | U-65              |
| 747[14]             | Taiyō                              | Tàu sân bay                               | Nhật Bản      | 18/08/1944 | USS Rasher        |
| 740[39]             | Le Calvados                        | Tàu chở quân                              | Pháp          | 04/11/1915 | U-38              |
| 700[40]             | SS Shuntien                        | Tàu chở khách                             | Anh           | 23/12/1941 | U-559             |
| 688[41]             | Shinyo Maru                        | Tàu chở tù binh                           | Nhật Bản      | 07/09/1944 | USS Paddle        |
| 684[42]             | Léon Gambetta                      | Tàu tuần dương                            | Pháp          | 27/04/1915 | U-5               |
| 683 [43]            | USS Juneau                         | Tàu tuần dương                            | Hoa Kỳ        | 13/11/1942 | I-26              |
| 675[44]             | USAT Dorchester                    | Tàu chở quân                              | Hoa Kỳ        | 03/02/1943 | U-223             |
| 672[45]             | Prinz Adalbert                     | Tàu tuần dương                            | German Empire | 23/10/1915 | HMS E8            |
| 656[46]             | SS Ceramic                         | Tàu chở khách                             | Anh           | 07/12/1942 | U-515             |
| 656[14]             | SS Rakuyo Maru                     | Tàu chở tù binh                           | Nhật Bản      | 12/09/1944 | USS Pampanito     |
| 648[47]             | Suffren                            | Thiết giáp hạm                            | Pháp          | 26/11/1916 | U-52              |
| 644[48]             | USS Liscombe Bay                   | Tàu sân bay                               | Hoa Kỳ        | 24/11/1943 | I-175             |
| 638[49]             | Sant Anna                          | Tàu chở quân                              | Pháp          | 11/05/1918 | UC-54             |
| 615[5]              | Suez Maru                          | Tàu chở tù binh                           | Nhật Bản      | 29/11/1943 | USS Bonefish      |
| 611[50]             | Sidi-Bel-Abbès                     | Tàu chở quân                              | Pháp          | 20/04/1943 | U-565             |
| 610[51]             | Aragon                             | Tàu chở quân                              | Anh           | 30/12/1917 | UC-34             |
| 597[52]             | Pallada                            | Tàu tuần dương                            | Đế quốc Nga   | 11/10/1914 | U-26              |
| 562[53]             | HMS Cressy                         | Tàu tuần dương                            | Anh           | 22/09/1914 | U-9               |
| 547[54]             | HMS Formidable                     | Thiết giáp hạm                            | Anh           | 01/01/1915 | U-24              |
| 544[5]              | Konron Maru                        | Tàu chở quân                              | Nhật Bản      | 05/10/1943 | USS Wahoo         |
| 530[55]             | RMS Leinster                       | Tàu chở khách                             | Anh           | 10/10/1918 | UB-123            |
| 527[56]             | HMS Aboukir                        | Tàu tuần dương                            | Anh           | 22/09/1914 | U-9               |
| 526[57]             | HMS Hawke                          | Tàu tuần dương                            | Anh           | 15/10/1914 | U-9               |
| 523[11]             | Aden Maru                          | Tàu chở quân                              | Nhật Bản      | 06/05/1944 | USS Gurnard       |
| 518[36]             | HMS Courageous                     | Tàu sân bay                               | Anh           | 17/09/1939 | U-29              |
| 514[58]             | HMS Avenger                        | Tàu sân bay                               | Anh           | 15/11/1942 | U-155             |
| 500[5]              | Shinyu Maru                        | Tàu chở tù binh                           | Nhật Bản      | 24/11/1943 | USS Redfin        |
| 488[14]             | SS Kachidoki Maru                  | Tàu chở tù binh                           | Nhật Bản      | 12/09/1944 | USS Pampanito     |
| 484[59]             | Yoma                               | Tàu chở quân                              | Anh           | 17/06/1943 | U-81              |
| 470[60]             | HMS Galatea                        | Tàu tuần dương                            | Anh           | 14/12/1941 | U-557             |
| 461[5]              | Ikoma Maru                         | Tàu chở tù binh                           | Nhật Bản      | 20/01/1944 | USS Seahorse      |
| 450[61]             | Bahia Laura                        | Tàu chở quân                              | Đức Quốc xã   | 30/08/1941 | HMS Trident       |
| 448[12]             | Seisho Maru                        | Tàu chở quân                              | Nhật Bản      | 18/11/1944 | USS Sunfish       |
| 436[62]             | Djemmah                            | Tàu chở khách                             | Pháp          | 14/07/1918 | UB-105            |
| 419[63]             | HMS Dunedin                        | Tàu tuần dương                            | Anh           | 24/11/1941 | U-124             |
| 417[64]             | HMS Penelope                       | Tàu tuần dương                            | Anh           | 18/02/1944 | U-410             |
| 414[65]             | SS Transylvania                    | Tàu chở quân                              | Anh           | 04/05/1917 | U-63              |
| 400[66]             | Balkan                             | Tàu chở quân                              | Pháp          | 16/08/1918 | UB-48             |
| 392[67]             | Empress of Canada                  | Tàu chở quân                              | Anh           | 13/03/1943 | Leonardo Da Vinci |
| 379[68]             | Brazza                             | Tàu chở khách                             | Pháp          | 28/05/1940 | U-37              |
| 375[69]             | HMS Hogue                          | Tàu tuần dương                            | Anh           | 22/09/1914 | U-9               |
| 374[70]             | Amiral Charner                     | Tàu tuần dương                            | Pháp          | 08/02/1916 | U-21              |
| 373[71]             | Marina Raskova                     | Merchant ship                             | Liên Xô       | 13/08/1944 | U-365             |
| 369[72]             | HMS Fidelity                       | Q-ship                                    | Anh           | 30/12/1942 | U-435             |
| 364[73]             | Doggerbank                         | Blockade runner                           | Đức Quốc xã   | 03/03/1943 | U-43              |
| 362[74]             | MV Abosso                          | Tàu chở khách                             | Anh           | 29/10/1942 | U-575             |
| 360[75]             | Calabria                           | Tàu chở khách                             | Anh           | 08/12/1940 | U-103             |
| 360[76]             | SS Almeda Star                     | Tàu chở khách                             | Anh           | 17/01/1941 | U-96              |
| 360[77]             | Atago                              | Tàu tuần dương                            | Nhật Bản      | 23/10/1944 | USS Darter        |
| 349[78]             | Nagara                             | Tàu tuần dương                            | Nhật Bản      | 07/08/1944 | USS Croaker       |
| 344[79]             | Medjerda                           | Tàu chở quân                              | Pháp          | 11/05/1917 | U-34              |
| 336[80]             | Maya                               | Tàu tuần dương                            | Nhật Bản      | 23/10/1944 | USS Dace          |
| 334[81]             | SS Persia                          | Tàu chở khách                             | Anh           | 30/12/1915 | U-38              |
| 330[82]             | Natori                             | Tàu tuần dương                            | Nhật Bản      | 18/08/1944 | USS Hardhead      |
| 323[83]             | ARA General Belgrano               | Tàu tuần dương                            | Argentina     | 02/05/1982 | HMS Conqueror     |
| 307[5]              | Urakaze                            | Tàu khu trục                              | Nhật Bản      | 21/11/1944 | USS Sealion II    |
| 305[5]              | Mefkura                            | Motor schooner                            | Thổ Nhĩ Kỳ    | 05/08/1944 | Shch-215          |